# Општина Чашка
Општина Чашка је једна од 9 општина Вардарског региона у Северној Македонији. Седиште општине је истоимено село Чашка.

## Положај
Општина Чашка налази се у средишњем делу Северне Македоније. Са других страна налазе се друге општине Северне Македоније:
- север — Општина Зелениково
- североисток — Општина Велес
- исток — Општина Градско
- југоисток — Општина Росоман и Општина Кавадарци
- југ — Општина Прилеп
- југозапад — Општина Долнени
- запад — Општина Македонски Брод
- северозапад — Општина Студеничани

## Природне одлике
Рељеф: Општина Чашка се налази у пределу долине речице Бабуне и њених притока. Ободни делови су планински: планина Јакупица на северу и Бабуна на западу.
Клима у општини влада умерено континентална клима.
Воде: Река Бабуна је најзначајнији ток у општини и сви мањи водотоци се у њих уливају.

## Становништво
Општина Чашка имала је по последњем попису из 2002. г. 7.673 ст., од чега у седишту општине, селу Чашки, 1.471 ст. (19%). Општина је врло ретко насељена.
Национални састав по попису из 2002. године био је:
|           | Број  | Постотак |
| Укупно    | 7.673 | 100%     |
| Македонци | 4.395 | 57,3%    |
| Албанци   | 2.703 | 35,2%    |
| Турци     | 391   | 5,1%     |
| остали    | 184   | 2,4%     |

## Насељена места
У општини постоји 42 насељена места, сва са статусом села:
| - Чашка - Бањица - Бистрица - Богомила - Бусилци - Владиловци - Витанци | - Војница - Габровник - Голозинци - Горње Јаболчиште - Горњи Врановци - Доње Јаболчиште - Доњи Врановци | - Дреново - Извор - Еловец - Капиново - Крајници - Крива Круша - Крнино | - Лисиче - Мартолци - Мелница - Мокрени - Нежилово - Ново Село - Оморани | - Ораов Дол - Ореше - Отиштино - Папрадиште - Плевење - Поменово - Попадија | - Раковец - Смиловци - Согле - Стари Град - Степанци - Теово - Црешнево |  |